# بقويقة
البُقْوَيْقَة أو اللَّيْمُوزِيَّة أو البُقْوَيْقَة السُّلْطَانِيَّة هو جنس طيور من فصيلة دجاج الأرض، وهي ذوات منقار طويل.

## أنواعها
- البقويقة السوداء الذيل المعروفة علمياً Limosa limosa.
- البقويقة الهُدْسونية المعروفة علمياً Hudsonia godwit.
- البقويقة المخططة الذيل المعروفة علمياً Limosa Lapponica.
- Limosa fedoa.

## المصدر
1. 1 2  IOC World Bird List Version 6.3 (بالإنجليزية), 21 Jul 2016, DOI:10.14344/IOC.ML.6.3, QID:Q27042747
2. ↑  IOC World Bird List. Version 7.2 (بالإنجليزية), 22 Apr 2017, DOI:10.14344/IOC.ML.7.2, QID:Q29937193
3. ↑  World Bird List: IOC World Bird List (بالإنجليزية) (6.4th ed.), International Ornithologists' Union, 2016, DOI:10.14344/IOC.ML.6.4, QID:Q27907675
4. 1 2 3  منير البعلبكي، د. رمزي منير البعلبكي. المورد الحديث، قاموس إنكليزي عربي، دار العلم للملايين. بيروت، لبنان، 2008.
5. ↑  البعلبكي، منير (1991). "اللِّيموزية،البُقْويقة، السُّلطانية". موسوعة المورد. موسوعة شبكة المعرفة الريفية. مؤرشف من الأصل في 15 ديسمبر 2019. اطلع عليه بتاريخ 10 أيار 2013 م. {{استشهاد ويب}}: تحقق من التاريخ في: |تاريخ الوصول= (مساعدة)